# Сиукс (окръг, Небраска)
Вижте пояснителната страница за други значения на Сиукс.
Окръг Сиукс (на английски: Sioux County) е окръг в щата Небраска, Съединени американски щати. Площта му е 5354 km², а населението - 1475 души (2000). Административен център е град Харисън.